# Egino III van Urach
Egino III van Urach bijgenaamd de Jonge (circa 1125 - 25 juli 1160) was van circa 1135 tot 1160 graaf van Urach. Hij behoorde tot het huis Urach.

## Levensloop
Egino III was de zoon van graaf Egino II van Urach en Cunigunde of Hedwig van Habsburg. Na de dood van zijn vader rond het jaar 1135 volgde hij hem op als graaf van Urach, een functie die hij bleef uitoefenen tot aan zijn dood in 1160. Over zijn regeerperiode is niet veel bekend.
Hij huwde met Cunegonde van Wasserburg, dochter van heer Engelbert van Wasserburg. Ze kregen volgende kinderen:
- Egino IV (circa 1160-1230), graaf van Urach.
- Margaretha, huwde met heer Swigger van Gundelfingen
- Gebhard
- Berthold